# Чил аут
Чил Аут (енгл. chill out) је израз изведен из сленга за „опусти се“. Јавио се раних 90-их као свеобухватан израз за спорији, топао, „сладуњав“ ритам у савременој електронској музици.
У многим дискотекама и техно клубовима постоји нека мирнија соба за релаксацију са чил аут музиком.
Сам израз „Chill Out“ увела је група КЛФ својим албумом „Chill Out“ из 1990.